# 7-ма стрілецька дивізія (СРСР, II формування)
7-ма стрілецька дивізія (7-ма стрілецька Естонська Таллінська Червонопрапорна дивізія ; формування 1941 року) — піхотне з'єднання у складі Збройних сил СРСР під час Німецько-радянської війни.

## Історія дивізії
Сформовано 27 грудня 1941 року, за Постановою ДКО від 18 грудня 1941 року, у Камишлові Свердловської області.
Особовий склад дивізії був укомплектований колишніми солдатами та офіцерами 22-го Естонського територіального стрілецького корпусу (сформований на базі військових частин естонської армії), жителями Естонської РСР, мобілізованими в Червону Армію, а також естонцями, які проживали в СРСР до 1940 року, радянськими партійними працівниками, евакуйованими на початку війни вглиб Радянського Союзу і службовцями винищувальних батальйонів, сформованих влітку 1941 з добровольців-жителів Естонії. Станом на травень 1942 року в дивізії було 88,8 % естонців і 9,9 % росіян, решта — шведи, євреї та представники інших національностей.
У діючій армії з 7 листопада 1942 року по 9 травня 1945 року.
Після складання присяги 14 березня 1942 року дивізія була направлена в Підмосков'я на навчання і 19 жовтня 1942 року, у складі 8-го Естонського стрілецького корпусу виїхала в розпорядження командувача військ Калінінського фронту. Перший ешелон дивізії з Єгор'євська виїхав увечері 19 жовтня та прибув на станцію Торопець увечері 3 листопада 1942 року. Брала участь у захопленніВеликих Лук, Невеля, Нарви, Тарту, брала участь у Талліннській наступальній операції, захопленні острова Сааремаа та ліквідації Курляндського угруповання ворога. Саме діями цієї дивізії остаточно Естонія була остаточно захоплена СРСР (бої на півострові Сирві).
28 червня 1945 року перетворена на 118-ю гвардійську стрілецьку дивізію.

## Підпорядкування
| Дата               | Фронт (округ)            | Армія            | Корпус (група)                    | Примітки |
| ------------------ | ------------------------ | ---------------- | --------------------------------- | -------- |
| листопад 1942 року | Калінінський фронт       | 3-я ударна армія | 8-й Естонський стрілецький корпус |          |
| 1 квітня 1943 року | Калінінський фронт       |                  | 8-й Естонський стрілецький корпус |          |
| 1 січня 1944 року  | 2-й Прибалтійський фронт |                  | 8-й Естонський стрілецький корпус |          |
| 1 квітня 1944 року | Ленінградський фронт     |                  | 8-й Естонський стрілецький корпус |          |
| 1 жовтня 1944 року | Ленінградський фронт     | 8-а армія        | 8-й Естонський стрілецький корпус |          |
| 1 квітня 1944 року | Ленінградський фронт     | 42-а армія       | 8-й Естонський стрілецький корпус |          |

## Склад
- 27-й стрілецький Естонський ордена Кутузова полк (в/ч 11040)
- 300-й стрілецький полк (в/ч 28634)
- 354-й стрілецький полк (в/ч 62851)
- 23-й артилерійський ордена Суворова полк (в/ч 62018)
- 45-й окремий танковий полк «За Радянську Естонію»
- 761-й артилерійський полк
- 183-й окремий мінометний дивізіон
- 283-й окремий винищувально-протитанковий дивізіон (в/ч 92404)
- 36-й окремий саперний батальйон (в/ч 21431)
- 118-й окремий батальйон зв'язку
- 312-й окремий кулеметний батальйон
- 482-а окрема розвідувальна рота (в/ч 21537)
- 149-й окремий зенітний артилерійський дивізіон ППО
- 70-та окрема рота хімічного захисту
- 39-а автотранспортна рота
- 86-й окремий медико-санітарний батальйон
- 326-а польова хлібопекарня
- 966-й дивізійний ветеринарний лазарет
- 806-а (1816-а) польова поштова станція
- 1604 (1295) польова каса Державного банку

## Командний склад

### Командири[2]
- 27 грудня 1941 — полковник Карл Канґер
- 7 червня 1942 — генерал-майор Лембіт Перн (з жовтня 1942 командир 8-го стрілецького корпусу)[3]
- 30 вересня 1942 року — полковник Авшусь Вассіль (призначений 10 вересня)[3]
- 6 січня 1943 — полковник (з 5 жовтня 1944 — генерал-майор) Карл Аллікас (до 9 травня 1945)

### Начальники штабу
- грудень 1941 — майор А. Фельдман
- вересень 1942 — полковник К. Аллікас
- вересень 1943 — полковник Г. Лессель

### Дивізіонні комісари
- А. Сіпсакас, військком дивізії[4]
- полковник А. Пуста[5], раніше полковий комісар, пізніше комісар 8-го стрілецького корпусу[3]
- підполковник А Рауд, начальник політвідділу, комісар з 10 вересня 1942 (раніше був старшим батальйонним комісаром)[3]
- майор О. Штейн[6]

### Начальники відділів та відділень
- підполковник А. Рауд, начальник політвідділу, заступник командира з політчастини
- полковник О. Муллас, заступник командира з стройової частини
- полковник К. Аллікас, начальник 1-го (оперативного) відділення
- полковник І. Дильов, начальник 1-го (оперативного відділення)
- капітан П. Піїрісілд, начальник 2-го (розвідувального) відділення
- сержант державної безпеки О. Клемент, начальник Особливого відділу дивізії
- майор А. Війрет, начальник відділу зв'язку
- майор О. Саар, начальник медичної служби
- капітан А. Тиганик, начальник технічної служби
- капітан Р. Мартма, начальник служби хімзахисту, начальник штабу 23-го артилерійського полку[2]
- лейтенант державної безпеки П. Саламатін, начальник відділу шифрування
- старший лейтенант О. Міхельсон, начальник відділення особового складу
- підполковник І. Мяе, командувач артилерії
- підполковник (пізніше полковник) К. Ару, командувач артилерії
- полковник З. Ресков, командувач артилерії[2]
- майор В. Яек, начальник штабу артилерії
- майор К. Парісаалу, начальник тилу
- полковник О. Ломбак, начальник тилу
- майор Я. Лукс, начальник тилу
- підполковник (пізніше полковник) Р. Павло, начальник тилу
- Ф. Куду, відповідальний за фізичну підготовку

## Нагороди
- 22 жовтня 1944 — почесне найменування «Талліннська» — присвоєно наказом Верховного Головнокомандувача № 0338 від 22 жовтня 1944 в ознаменування здобутої перемоги та за відмінність в боях при звільненні Таллінна;
- 16 грудня 1944 року —  Орден Червоного Прапора — нагороджена указом Президії Верховної Ради СРСР від 16 грудня 1944 року за зразкове виконання завдань командування у боях з німецькими загарбниками, за заволодіння містом Сарема (Езель) та виявлену при цьому доблесть і мужність.[7]

Нагороди частин дивізії:
- 27-й стрілецький Естонський ордена Кутузова полк
- 23-й артилерійський орден Суворова (II ступеня)[8] полк

## Воїни дивізії, що відзначилися
- Август Аллік, молодший лейтенант, командир взводу розвідки 300-го стрілецького полку.
- Якоб Кундер, лейтенант, командир 1-ї стрілецької роти 300-го стрілецького полку[2].

## Онлайн-посилання
- Довідник військово-патріотичного клубу «Пам'ять»
- 7-а стрілецька дивізія 2-го формування
- Про бойовий шлях 8-го стрілецького корпусу[недоступне посилання з Май 2018]
- 7 стрілецька дивізія на сайті "Пам'ять народу
- 118-а гвардійська Естонська Талліннська Червонопрапорна стрілецька дивізія(рос.)